# Halecidae
Die Halecidae sind eine ausgestorbene Fischfamilie aus der Ordnung der Eidechsenfischverwandten (Aulopiformes), die in der Oberkreide lebte. 

## Merkmale
Im Unterschied zu fast allen rezenten und auch den meisten ausgestorbenen Eidechsenfischverwandten handelt es sich bei den Halecidae nicht um sehr schlanke, langgestreckte Fische, sie ähnelten in ihrer Form eher mäßig hochrückigen Heringen oder Lachsartigen. Es waren kleine bis mittelgroße, 5 bis 20 cm lange Fische. Die Rückenflosse befand sich vor der Körpermitte, gegenüber den Bauchflossen. Die Schwanzflosse war gegabelt oder mehr oder weniger deutlich eingebuchtet. Das Maul war groß und tief gespalten.

## Gattungen
Bisher wurden 3 (oder 4) Gattungen beschrieben.
- Halec (3 Arten)
- Hemisaurida (2 Arten)
- Phylactocephalus (1 Art)
- Serrilepis (Zugehörigkeit umstritten)

## Systematik
Die Halecidae werden von Joseph Nelson und Karl Albert Frickhinger der Unterordnung Halecoidei innerhalb der Aulopiformes (Eidechsenfischverwandte) zugeordnet. Andere Wissenschaftler ordnen alle kreidezeitlichen Eidechsenfischverwandte der Unterordnung Enchodontoidei zu, die allerdings nicht monophyletisch ist. 